# 報恩寺 (臺北市)

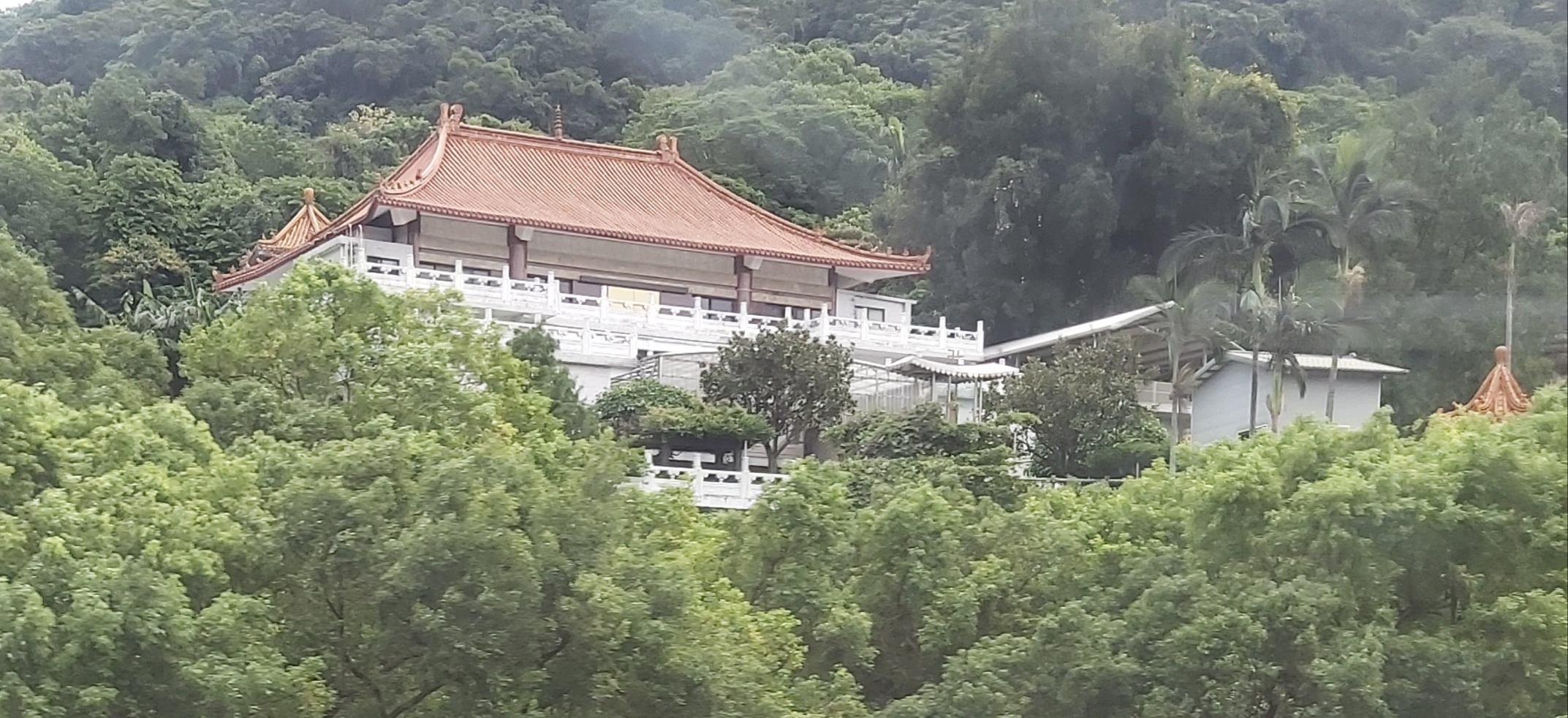
臺北市報恩寺

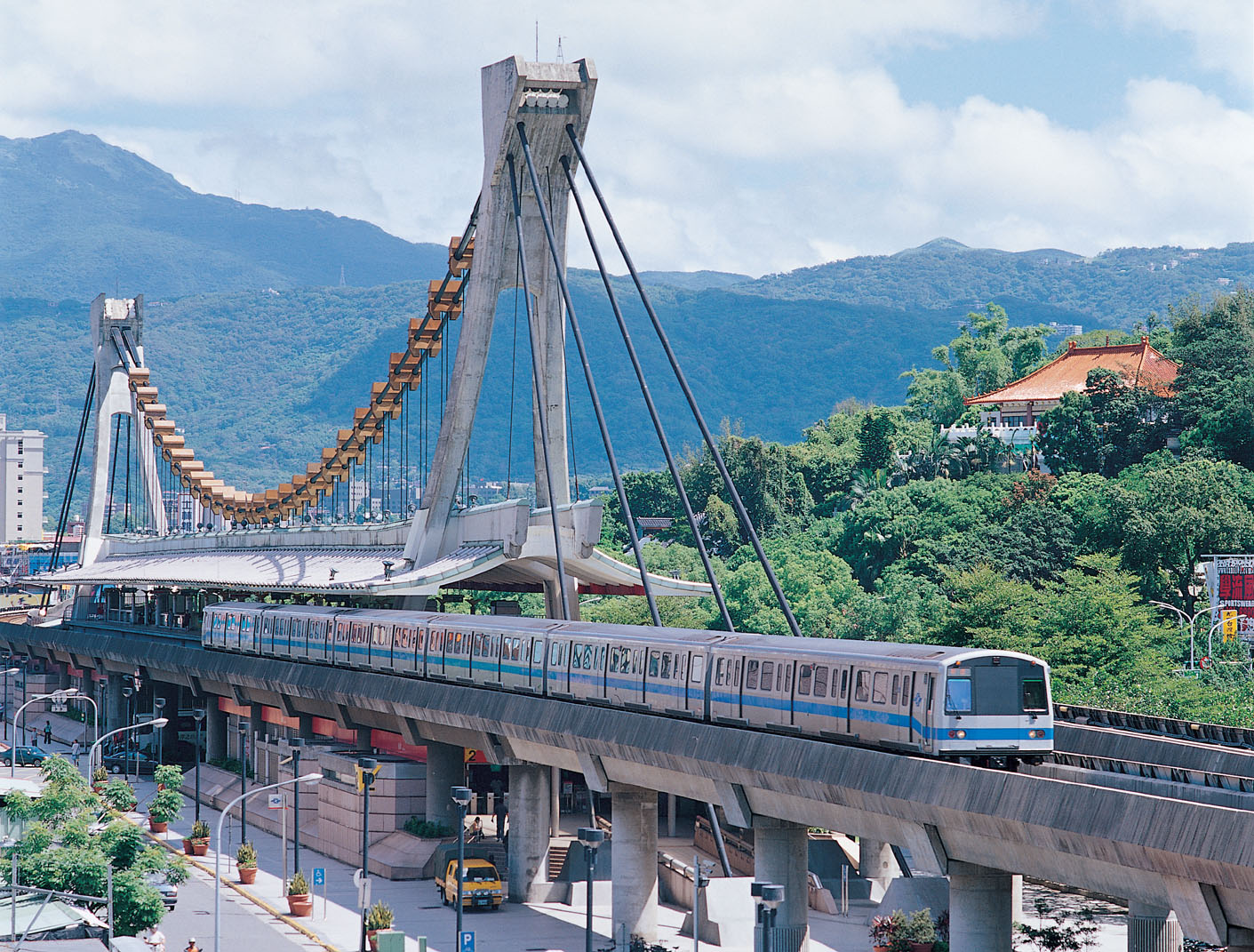
臺北捷運劍潭站與報恩寺（圖右山腰處仿古建物）。

報恩寺位於台灣台北市中山北路五段102號，為主祀釋迦牟尼之佛教廟宇。該建物興建於1922年，原名報恩堂，屬於臨濟宗妙心寺派，今為位於台北士林區之仿古廟宇建築。另外，該廟宇的組織型態為管理人制，祭典日期則是每年農曆之四月初八。

## 歷史
報恩寺的前身「報恩堂」草創於現址後山腰畔廣坪上，原建物為磚造南式佛堂，前側配有兩廂寮舍用於靜修安眾。台灣日治時期因殖民當局為開築供應市區所需自來水源之貯水池而於辜顯榮捐助下遷建至現址。首任住持禪覺和尚為陽明山坪頂人，中年出家後受具戒於福州鼓山湧泉寺，回臺後創建報恩堂。禪覺和尚圓寂後，堂務改由其妹德恩（永卲）尼師掌理至1952年圓寂。後普瑛尼師繼為第三任住持，自1971年始籌劃重建佛寺，東西廂之兩層鐵筋混凝土建築及堂前堡崁與登山石階首先整修完成，並添建一座「慈恩圖」。1983年，第二階段工程歷時兩年將舊有佛殿拆除改建，由辜偉甫舉聲贊助、辜振甫提供水泥為建材。1986年10月舉行落成典禮，由佛堂升格為寺。

## 外部連結
- 報恩寺 — 台灣好廟網 （页面存档备份，存于）
- 劍潭報恩寺 喧囂塵世中靈修淨土 （页面存档备份，存于）